# Władysław Spychaj-Sobczyński

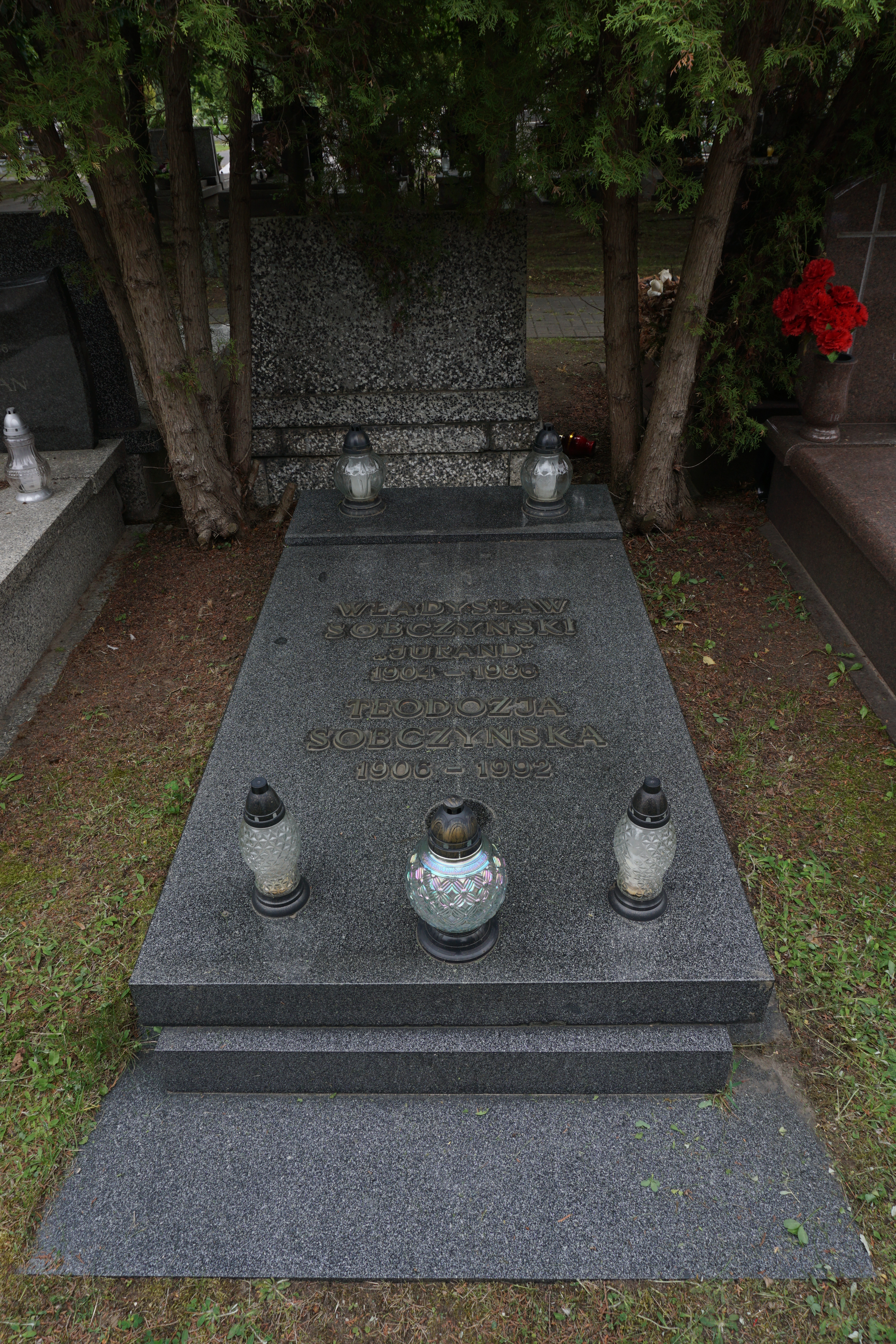
Grób Władysława Sobczyńskiego na cmentarzu Komunalnym Północnym

Władysław Spychaj-Sobczyński, ps. „Spychaj” lub Jurand (ur. 10 marca 1904 w Ostrowcu Świętokrzyskim, zm. 2 października 1986 w Warszawie) – działacz Komunistycznej Partii Polski, funkcjonariusz NKWD i Ministerstwa Bezpieczeństwa Publicznego w stopniu podpułkownika (1952) – w tym szef Wojewódzkiego Urzędu Bezpieczeństwa Publicznego w Rzeszowie i w Kielcach w czasie pogromu kieleckiego (1946), dyrektor Biura Paszportów Zagranicznych Ministerstwa Bezpieczeństwa Publicznego (1950–1952). Attaché wojskowy PRL w Ludowej Republice Bułgarii w stopniu pułkownika ludowego Wojska Polskiego (1960–1962).

## Życiorys
Syn Wincentego i Katarzyny. Ukończył siedem klas szkoły powszechnej. Od 1924 należał do Związku Młodzieży Komunistycznej (ZMK), a od 1925 do KPP. Przed II wojną światową więziony za działalność komunistyczną w Sandomierzu, Radomiu, Łomży i Wronkach. W 1940 ukończył kurs wywiadowczy przy NKWD w Smoleńsku, gdzie został zorganizowany szkolny batalion NKWD, określany wówczas jako Aleksandrowskaja Szkoła. Kształciło się tam ok. 200 starannie dobranych przez NKWD reprezentantów narodowości zamieszkujących Kresy Wschodnie – Polaków, Ukraińców, Żydów i Białorusinów. Przeszkolenie jakie przeszedł obejmowało zajęcia wojskowe, wywiadowcze i polityczne. W listopadzie 1941 został funkcjonariuszem NKWD. Następnie został skierowany na kurs do Gorkim, przerzucony na teren okupacji niemieckiej w Polsce, gdzie został (od 1943) szefem bezpieczeństwa Obwodu II – Lublin Armii Ludowej.
Na przełomie października i listopada 1944 roku przerzucony został samolotem przez linię frontu niemiecko-sowieckiego  do Lublina, gdzie otrzymał rozkaz objęcia stanowiska zastępcy kierownika Wojewódzkiego Urzędu Bezpieczeństwa Publicznego organizowanego dla województwa kieleckiego na przyczółku baranowsko-sandomierskim z tymczasową siedziba w Rytwianach. Następnie od 28 czerwca 1945 roku kierownik WUBP w Rzeszowie, a później w Kielcach, którą to funkcję pełnił w czasie pogromu kieleckiego.
Od 1 lutego 1947 do 29 września 1950 był zastępcą szefa zarządu i szefem Zarządu Informacji Korpusu Bezpieczeństwa Wewnętrznego i Wojsk Ochrony Pogranicza.
Od 15 czerwca 1950 dyrektor Biura (Wydziału) Paszportów Zagranicznych Ministerstwa Bezpieczeństwa Publicznego w Warszawie. Z pracy w organach bezpieczeństwa został zwolniony 20 stycznia 1952 po zarzucie Biura Specjalnego współuczestnictwa w mordowaniu Żydów podczas walk partyzanckich w AL. W 1953 przyjęty do Ministerstwa Obrony Narodowej.
W 1960 skierowany przez Zarząd II Sztabu Generalnego Wojska Polskiego (wywiad wojskowy PRL) na funkcję attaché wojskowego morskiego i lotniczego w Ludowej Republice Bułgarii (funkcję pełnił od 15 czerwca 1960 do 5 listopada 1962).
Zmarł w Warszawie, pochowany na cmentarzu Komunalnym Północnym w Warszawie (kwatera E-VI-1-4-4).

## Ordery i odznaczenia
- Order Krzyża Grunwaldu III klasy
- Krzyż Kawalerski Orderu Odrodzenia Polski (10 października 1945)[5]
- Złota Odznaka honorowa „Za Zasługi dla Warszawy” (1967)[6]